# Asztúriai Királyság
Az Asztúria Királyság egy királyság volt az Ibériai-félszigeten, amelyet Pelayo vizigót nemes alapított. Ez volt az első keresztény politikai egység, amely az Ibériai-félszigeten a vizigót Hispania 711-718-as omajjád hódítása után jött létre. 722 nyarán Pelayo legyőzte az omajjádok seregét a covadongai csatában, amit visszamenőleg a keresztény Reconquista kezdetének tekintenek.

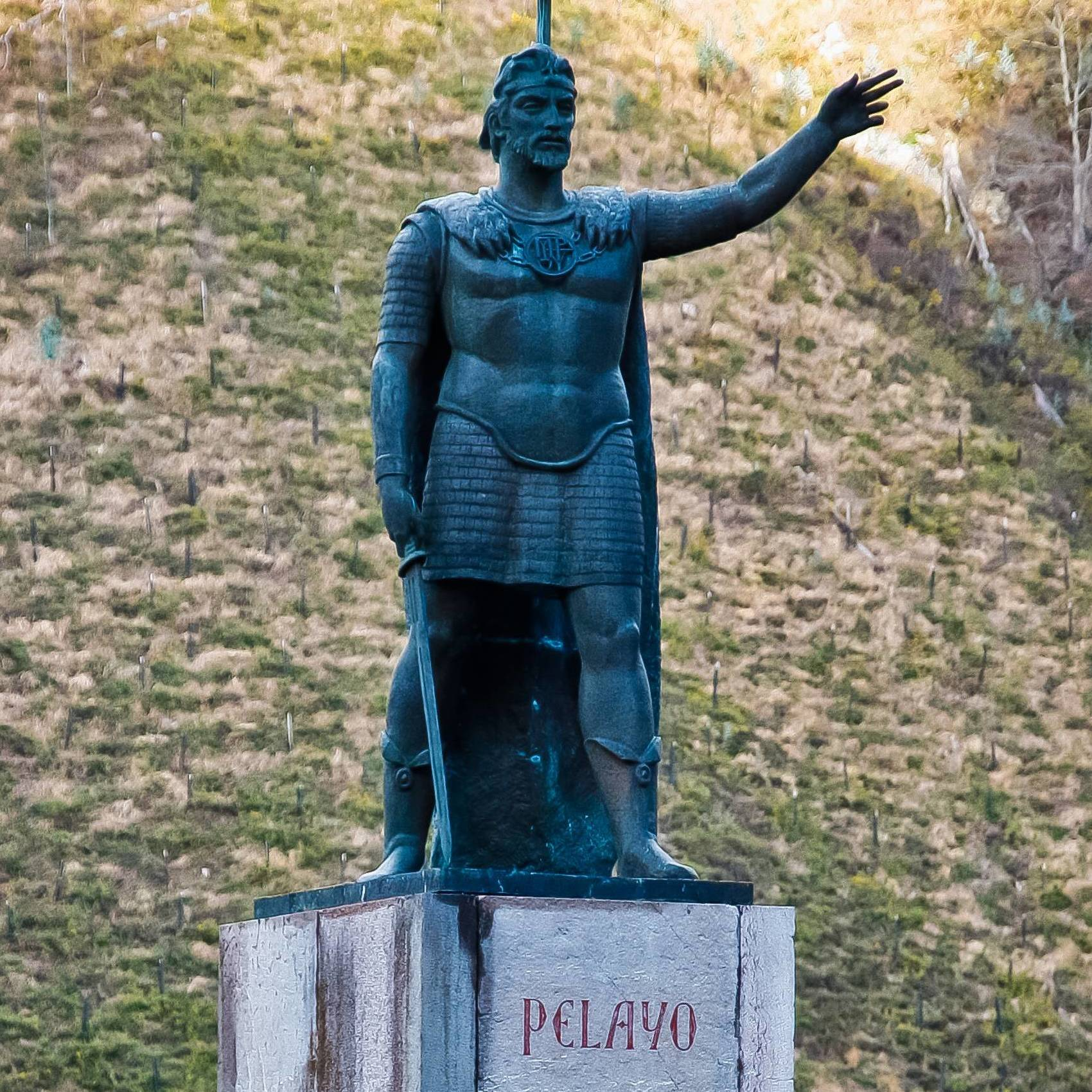
Pelayo emlékműve Covadongában

## Fordítás
- Ez a szócikk részben vagy egészben  a   Kingdom of Asturias című angol Wikipédia-szócikk ezen változatának fordításán alapul.  Az eredeti cikk szerkesztőit annak laptörténete sorolja fel. Ez a jelzés csupán a megfogalmazás eredetét és a szerzői jogokat jelzi, nem szolgál a cikkben szereplő információk forrásmegjelöléseként.